# NGC 158
NGC 158 je dvostruka zvijezda u zviježđu Kitu.

## Vanjske poveznice
- SEDS: NGC 0158